# Montreal Alouettes

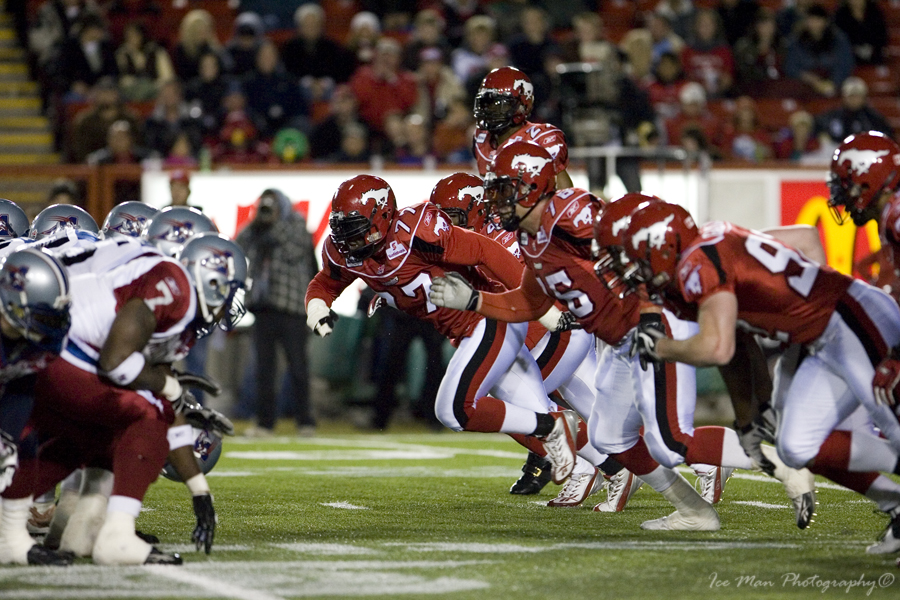
Die Offensive Line der Alouettes gegen Defensive Line der Calgary Stampeders im Oktober 2007

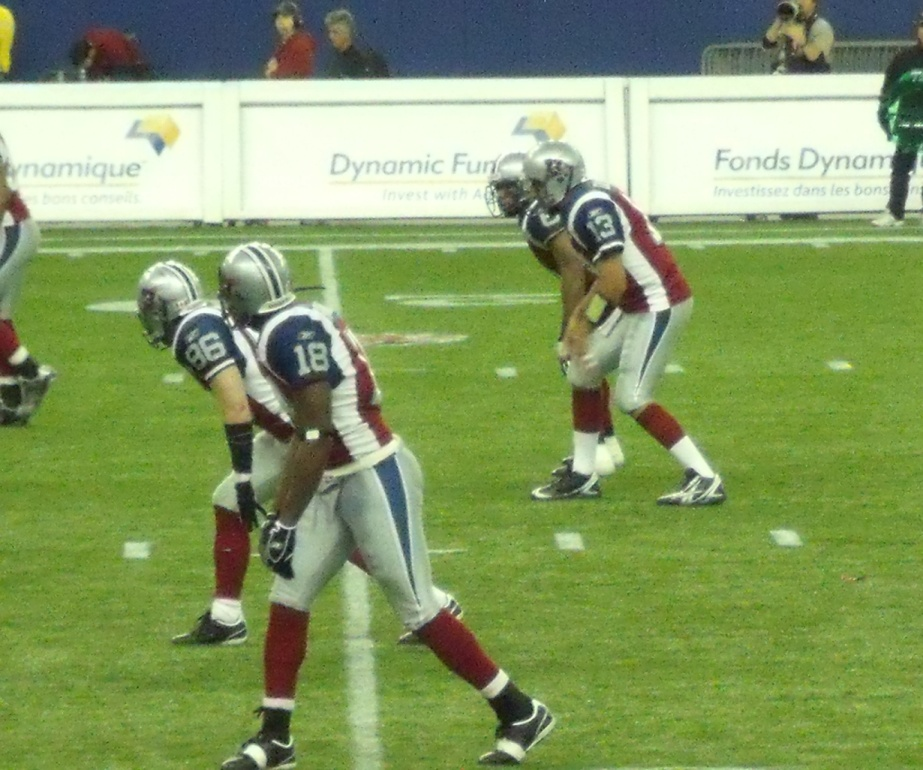
Die Montreal Alouettes während des 96. Grey Cups im Jahr 2008

Die Montreal Alouettes oder auf Französisch Alouettes de Montréal (deutsch: Lerchen von Montreal) sind ein Canadian-Football-Team aus Montreal in der kanadischen Provinz Québec. Der Club wurde 1946 gegründet und spielt in der Canadian Football League in der East Division. Ihre Heimspiele bestreiten die Montreal Alouettes während der Regular Season im Stade Percival-Molson, das 25.012 Zuschauern Platz bietet und während der Playoffs im Olympiastadion mit Platz für 66.000 Zuschauer.

## Teamfarben
Die Grundfarbe des Helms ist silbern mit einem blauen A und einer heranstürmenden Lerche in voller Schutzausrüstung und einem Football unter dem Arm. Die Teamfarben sind blau, rot, silber und weiß.

## Erfolge
Die Montreal Alouettes gewannen schon dreizehnmal die Meisterschaft der East Division (zuletzt im Jahr 2006) und achtmal den Grey Cup.
In der Geschichte der Montreal Alouettes gab es mehrere Teams, die nach Montreal umzogen und den Namen des Teams annahmen. Manche führen die früheren Erfolge dieser Teams auch als Erfolge der Montreal Alouettes auf.